# Miernik zieleniak
Miernik zieleniak (Geometra papilionaria) – motyl z rodziny miernikowcowatych (Geometridae).
WyglądNa zielonych skrzydłach tego motyla widnieją białe poprzeczne paski i przerywane faliste linie u. Tułów również jest zielony.
WystępowanieMotyl ten jest jednopokoleniowy, lata od czerwca do sierpnia. Preferuje świetliste lasy.
GąsieniceSą zielone z żółtymi paskami na bokach i czerwonymi wyrostkami.